# Rorainópolis
Rorainópolis este un oraș în Roraima (RR), Brazilia.